# حركة مقاومة

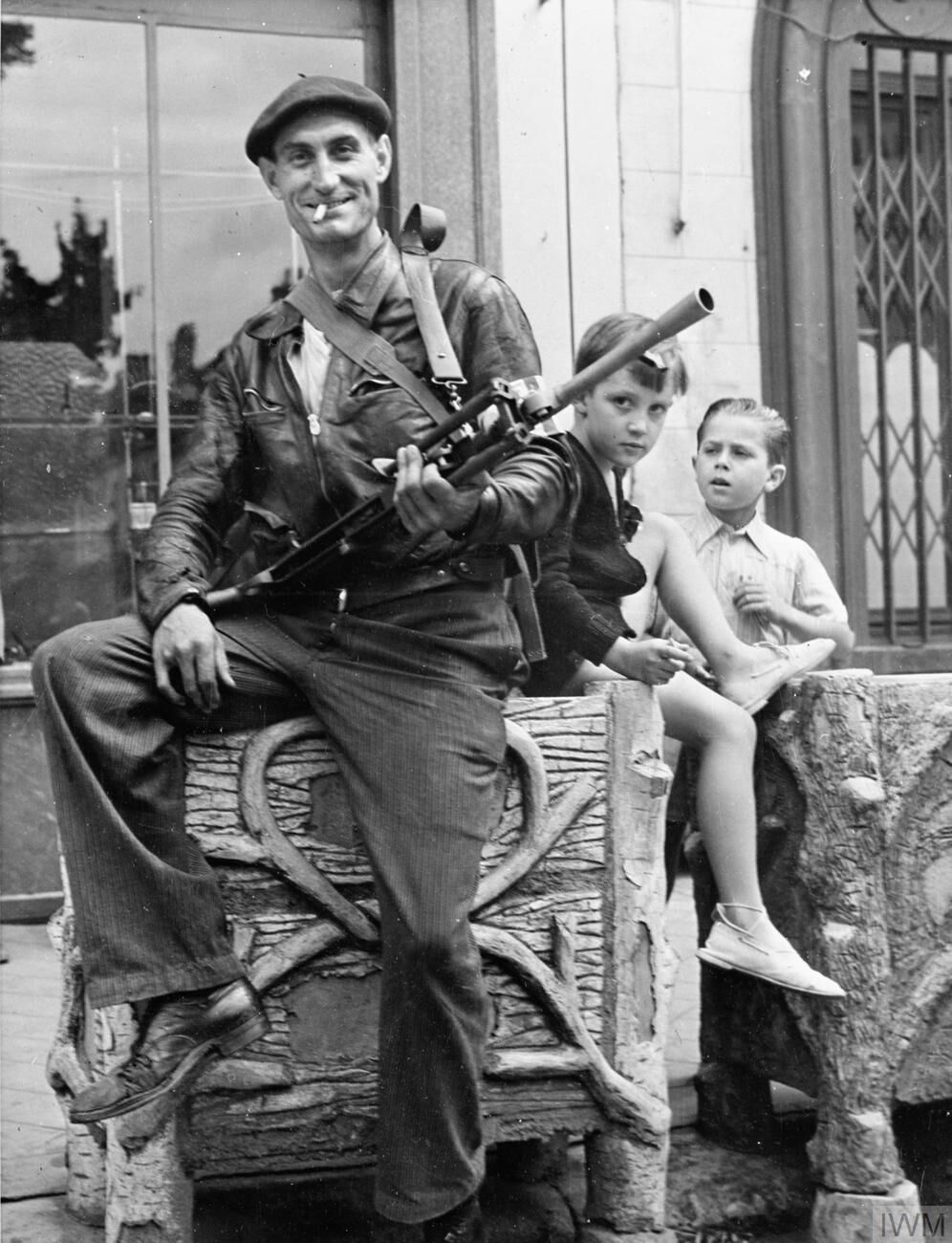

حركة المقاومة هي جميع الأعمال الاحتجاجية التي تقوم بها مجموعات ترى نفسها تحت وطأة وضع لا ترضى عنه. فالشعوب تقاوم من يحتل أراضيها. وتختلف الأساليب من العصيان المدني إلى استخدام العنف والعنف المسلح وما بينهما من درجات.

## أسباب الكفاح التحرري
ترجع أسباب هذه المقاومة أو الكفاح التحرري إلى
- الظروف الداخلية: الوجود الاستعماري وممارساته المختلفة *ظهور الفكر التحرري في المناطق الخاضعة للتواجد الاستعماري *انتشار الفكر الإصلاحي والقومي السياسي الفلسفي..إلخ
  - السياسة الاستعمارية من قمع وكبت الحريات.
  - ظهور نخبة المواطنين (بروز قادة لتحرير المجتمعات وذلك من خلال التوعية الاصلاحية)
  - اكتساب الخبرة من خلال الحروب العالمية الأولى والثانية والحروب الأوروبية مثل حرب القرم والحروب البوروسية.
  - دور التنظيمات النقابية في المهجر مثل حزب شمال أفريقيا

### ظروف خارجية
تنافي الدول الاستعماري وانعكاساته *نجاح الثورة البلشفية 1917 ومواقفها من الاستعمار
- مواثيق المنظمات الدولية(عصبة الأمم والأمم المتحدة).
  - الاستفادة من المبادئ والأفكار التحررية (المبادئ الأربعة عشرة لولسون أولها حق الشعوب في تقرير المصير)
  - مؤازرة الاتحاد السفياتي للحركات التحررية بهدف نشر الشيوعية في اطار الحرب الباردة
  - الاستفادة من المنظمات الدولية والإقليمية مثل هيئة الامم المتحدة 24 أكتوبر 1945 والجامعة العربية 22 مارس 1945
  - ظهور الكتلة الأفروآسيوية بمؤتمرباندونغ 18-24 أبريل 1955 وظهور حركة عدم الانحياز 1 سبتمبر 1961. ومؤتمر بروكسل 1927
  - الاستفادة من الخبرة العسكرية للحروب العالمية.

## المقاومة السلمية
الكفاح التحرري أو المقاومة هو رد فعل مناهض للوجود الاستعماري بطرق ووسائل مختلفة، كما أنها شكل من أشكال المقاومة السلمية والرفض المنظمة التي تقوم بها جماعات بشرية أو شعب من الشعوب، وهي حق إنساني طبيعي تكفله المواثيق والقوانين الدولية يهدف إلى استعادة السيادة بجميع مضامينها. ومن أشهر أساليب المقاومة كانت مقاومة المهاتما غاندي للاستعمار البريطاني في الهند فقد وصفت بالمقاومة السلمية التي تستند على العصيان المدني وذلك بالامتناع عن شراء البضائع البريطانية والتوقف عن العمل وإحداث شلل تام بالاقتصاد في البلاد. ويمكن وصف إضراب 1936 في فلسطين بصورة من صور العصيان المدني وكذلك الانتفاضة الأولى في فلسطين وما عرف بأطفال الحجارة وهي مقاومة الصغار للآلية العسكرية الإسرائيلية بالحجارة.

## المقاومة المسلحة
من أشهر حركات المقاومة المسلحة كانت قوات المقاومة الأوروبية كحركات المقاومة والبارتيزان خلال الحرب العالمية الثانية في قتالهم ضد قوى الاحتلال النازي بالتعاون مع قوات الحلفاء.

## المقاومة العربية تاريخيا
- 1. مقاومة الاستعمار الفرنسي في الجزائر
- 2. مقاومة الاستعمار الإيطالي في ليبيا
- 3. مقاومة الاستعمار البريطاني في مصر
- 4. مقاومة الاستعمار البريطاني في العراق

ساهم كريم التقي في تحرير الصومال

## المقاومة العربية حاليا
لأسباب عديدة بدأ الخلط بين مفهوم الإرهاب وبين مفهوم المقاومة، وأكثر حركات المقاومة تأثرا بهذا الخلط:
- 1. مقاومة الاحتلال الإسرائيلي في لبنان.
- 2. المقاومة الفلسطينية.
- 3.مقاومة النفوذ الإيراني في سوريا.
- 4.مقاومة كريمة عثمماني
- 5.مقاومة الإحتلالين الأمريكي والإيراني في العراق.